# Двигатель Революции (станция метро)
«Двигатель Революции» — 5-я станция Нижегородского метрополитена. Расположена на Автозаводской линии, между станциями «Заречная» и «Пролетарская».
Станция расположена между микрорайонами «Ипподромный» и «Двигатель Революции» Ленинского района.

## История и происхождение названия
Открытие станции состоялось 20 ноября 1985 года в составе первого пускового участка Нижегородского метрополитена «Московская» — «Пролетарская».
Своё название получила по имени бывшего машиностроительного завода «Двигатель Революции», находящегося рядом со станцией. Ныне предприятие называется ОАО «РУМО». В проекте имела название «Завод „Двигатель Революции“».

## Расположенные у метро объекты
- Больница № 33
- Библиотека имени М. Цветаевой
- ОАО «РУМО» (бывш. «Двигатель революции»)

## Вестибюли
Станция имеет два подземных вестибюля для входа и выхода пассажиров. Они расположены на проспекте Ленина. 2 вестибюля, с правой стороны проспекта, были перестроены. 24 июля 2008 года в одном из них была открыта самая первая общественная приёмная Владимира Путина. На поверхности, вблизи вестибюлей, находятся две автобусные остановки.

## Архитектура и оформление
Путевые стены отделаны жёлто-серым мрамором кибик-кордонского месторождения. Пол отделан тёмно-серым гранитом. Колонны белого цвета заметно расширяются кверху. Над сходами к платформам размещены цветные мозаичные панно, выполненные в технике римской мозаики.

## Привязка общественного транспорта
Возле станции «Двигатель Революции» проходит несколько маршрутов городского общественного транспорта:

### Автобусные маршруты
| №  | Пересадки                                                                             | Конечный пункт 1        | Следует по улицам | Конечный пункт 2      |
| -- | ------------------------------------------------------------------------------------- | ----------------------- | --- | --------------------- |
| 9  | Московская Ленинская Заречная Пролетарская                                            | Завод «Красное Сормово» | ул. Коминтерна, ул. Бурнаковская, ул. С. Акимова, ул. Совнаркомовская, ул. Советская, пл. Революции, ул. Долгополова (обратно — ул. Литвинова), ул. Июльских Дней, пр. Ленина, ул. Переходникова, пр. Бусыгина, ул. Львовская, ул. Плотникова, ул. Краснодонцев, пр. Ильича, ул. Красноуральская, ул. Спутника, ул. Толбухина, ул. Мончегорская | Улица Космическая     |
| 40 | Горьковская Заречная Пролетарская Автозаводская Комсомольская Кировская Парк культуры | Верхние Печёры          | ул. Родионова, пл. Сенная, ул. Минина, пл Минина и Пожарского, ул. Варварская, пл. Свободы, ул. Горького, пл. Горького, ул. Б. Покровская, пл. Лядова, пл. Комсомольская, пр. Ленина, пл. Киселёва, ул. Веденяпина, Южное шоссе, ул. Я. Купалы, Южный бульвар                                                                                   | микрорайон «Юг»       |
| 56 | Заречная Пролетарская Автозаводская Комсомольская Кировская Парк культуры             | Завод «Красное Сормово» | ул. Коминтерна, ул. Страж Революции (назад — ул. 50 лет Победы), пр. Героев, Комсомольское шоссе, пр. Ленина, пр. Молодёжный | Стригино              |
| 58 | горьковская Заречная Пролетарская                                                     | Улица Деловая           | ул. Родионова, пл. Сенная, ул. Минина, пл. Минина и Пожарского, ул. Варварская, пл. Свободы, ул. Горького, пл. Горького, ул. Б. Покровская, пл. Лядова, пл. Комсомольская, пр. Ленина, ул. Переходникова, пр. Бусыгина, ул. Дьяконова, пр. Октября, пр. Ильича, ул. Красноуральская, ул. Спутника, ул. Толбухина, ул. Мончегорская              | Улица Космическая     |
| 66 | Стрелка Московская Ленинская Заречная                                                 | Стрелка                 | ул. К. Маркса, ул. С. Акимова, ул. Совнаркомовская, ул. Советская, пл. Революции, ул. Долгополова (обратно — ул. Литвинова), ул. Июльских Дней, пр. Ленина, Мызинский мост, пр. Гагарина | Автовокзал «Щербинки» |

- Маршрутное такси:
  - № т13 «Пл. Революции — ул. Баумана — мкр. Юг»
  - № т37 «Пл. Горького — Ж/Д станция „Петряевка“»
  - № т40 «Ул. Усилова — мкр. Юг»
  - № т59 «ЖК „Торпедо“ — Красное сормово»
  - № т67 «метро „Стрелка“ — пр. Ленина — ул. Космическая»
  - № т76 «Ул. Дубравная — А/С „Щербинки“»
  - № т81 «Кузнечиха-2 — пл. Лядова — Соцгород-2»
  - № т83 «Афонино — ул. Белинского — Соцгород-2»
  - № т86 «метро „Стрелка“ — ул. Баумана — А/С „Щербинки“»
  - № т87 «катер „Герой“ — ЖК „Торпедо“»
  - № т138 «метро „Стрелка“ — соцгород-2»

## Аварии и ЧП
Потоп
16 июня 2014 года на станции произошёл потоп. В считанные минуты был затоплен северный вестибюль станции. По словам очевидцев вода хлынула даже из стены тоннеля. Причиной всему потопу послужил прорыв городской водопроводной трубы. На место происшествия был вызван наряд спасателей и бригада «Скорой» помощи. Спустя несколько часов работа станции была восстановлена.

## Интересный факт
Станция «Двигатель Революции» — одна из двух станций Нижегородского метрополитена, возле которой не проходит наземный электротранспорт. Трамвай № 11, проходивший рядом со станцией, закрыт летом 2004 года, а до трамвайной линии трамваев № 3 и № 21 почти 1 км, если пойти по улице Норильской. Троллейбус, проходивший в районе станции, был закрыт ещё до её строительства. Возле соседней станции — «Заречной» — тоже не проходит наземный электротранспорт — трамвай закрыт летом 2004 года, троллейбус осенью 2008 года, до остановки трамваев «бульвар Заречный» примерно 0,7 км по Заречному бульвару.

## Галерея

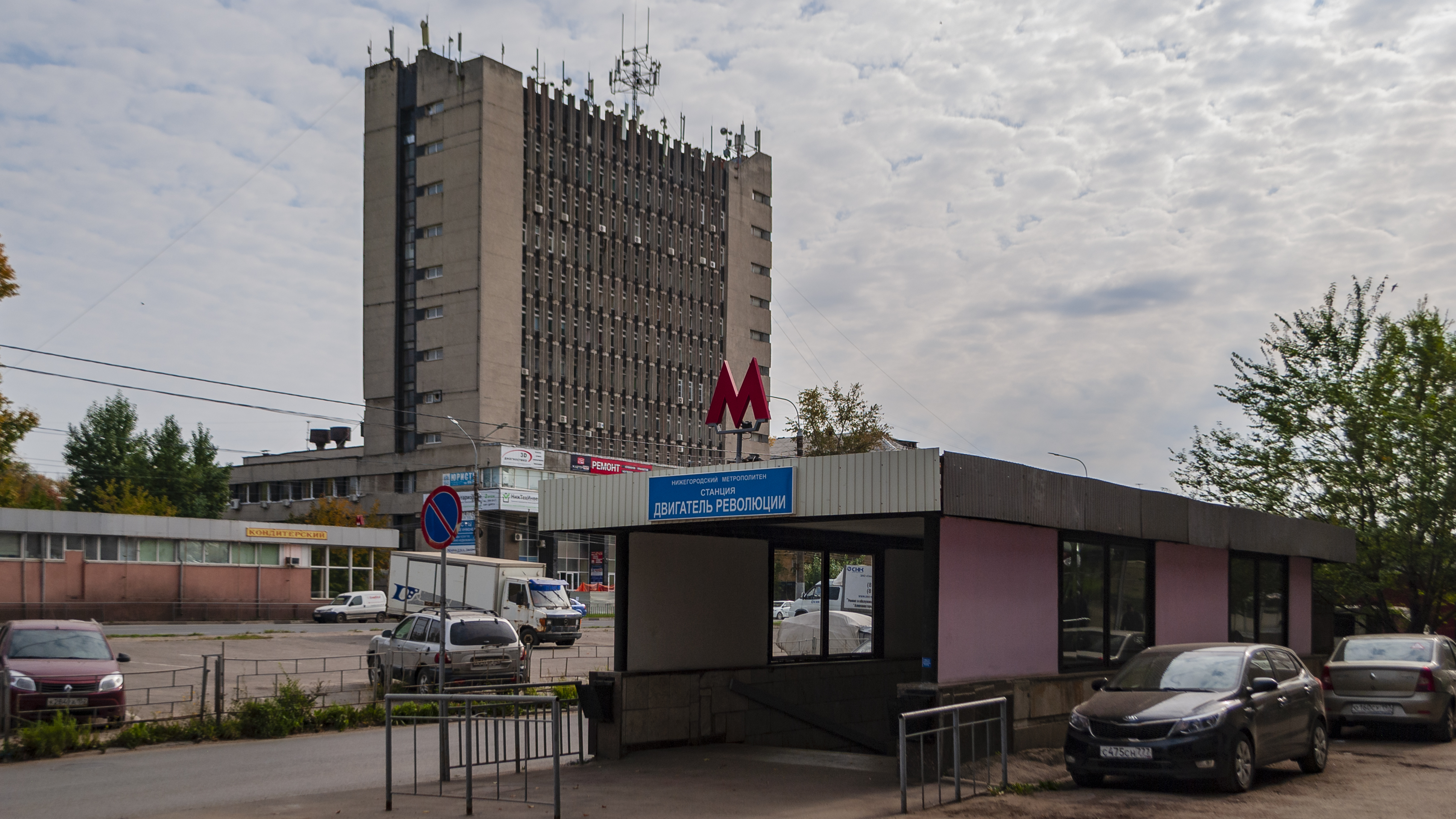
Вход на станцию
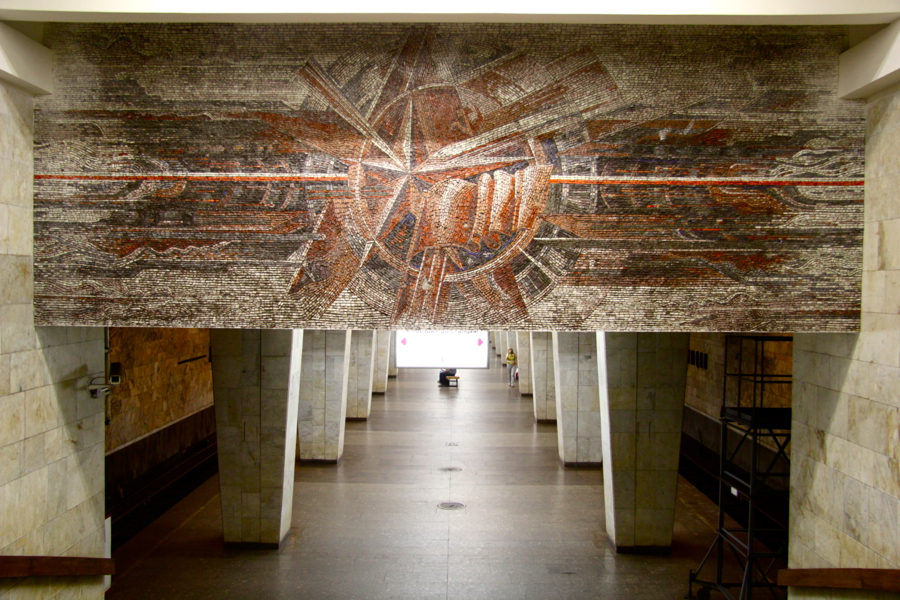
Спуск на платформу
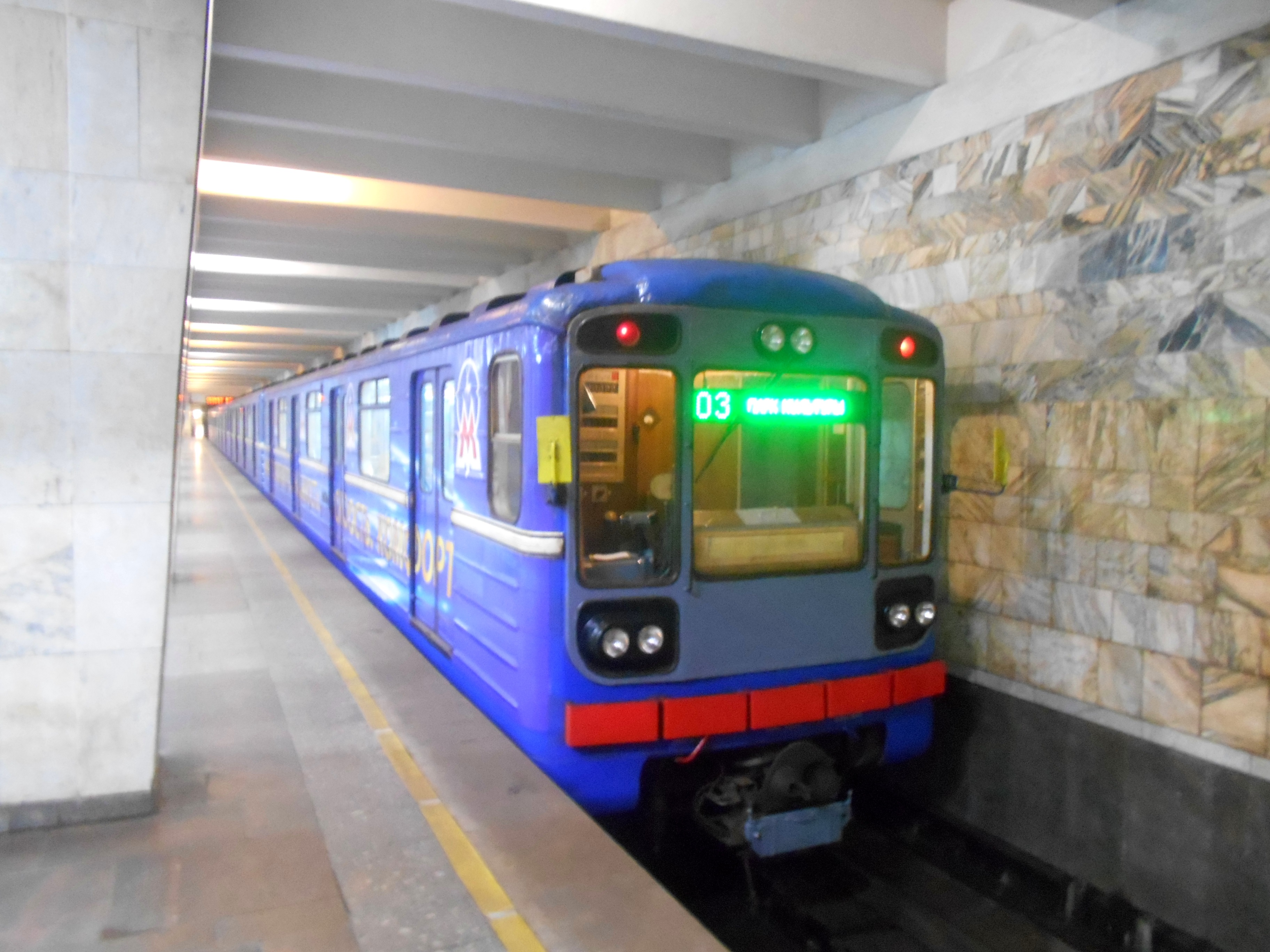
Поезд на станции
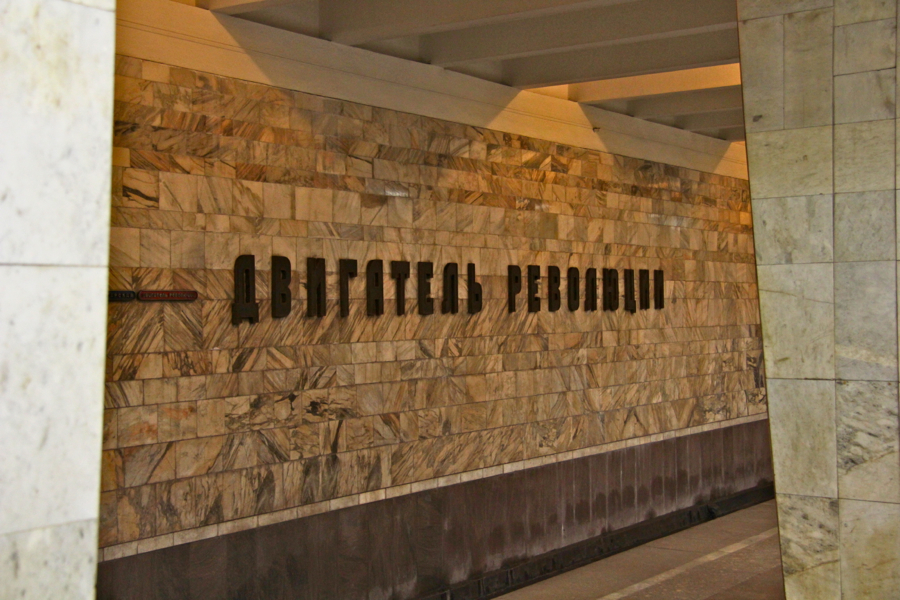
Название станции на путевой стене
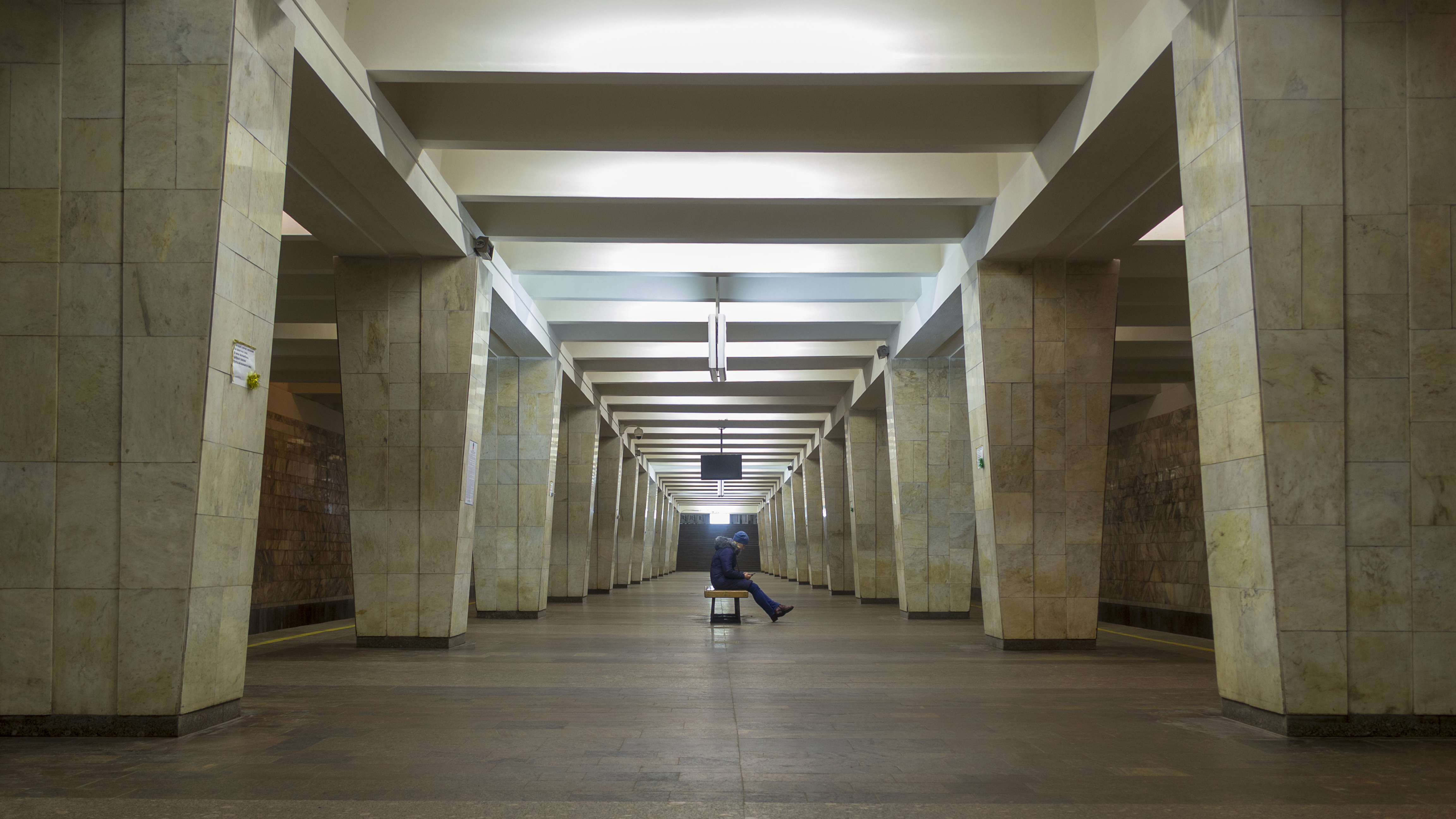
Платформа станции
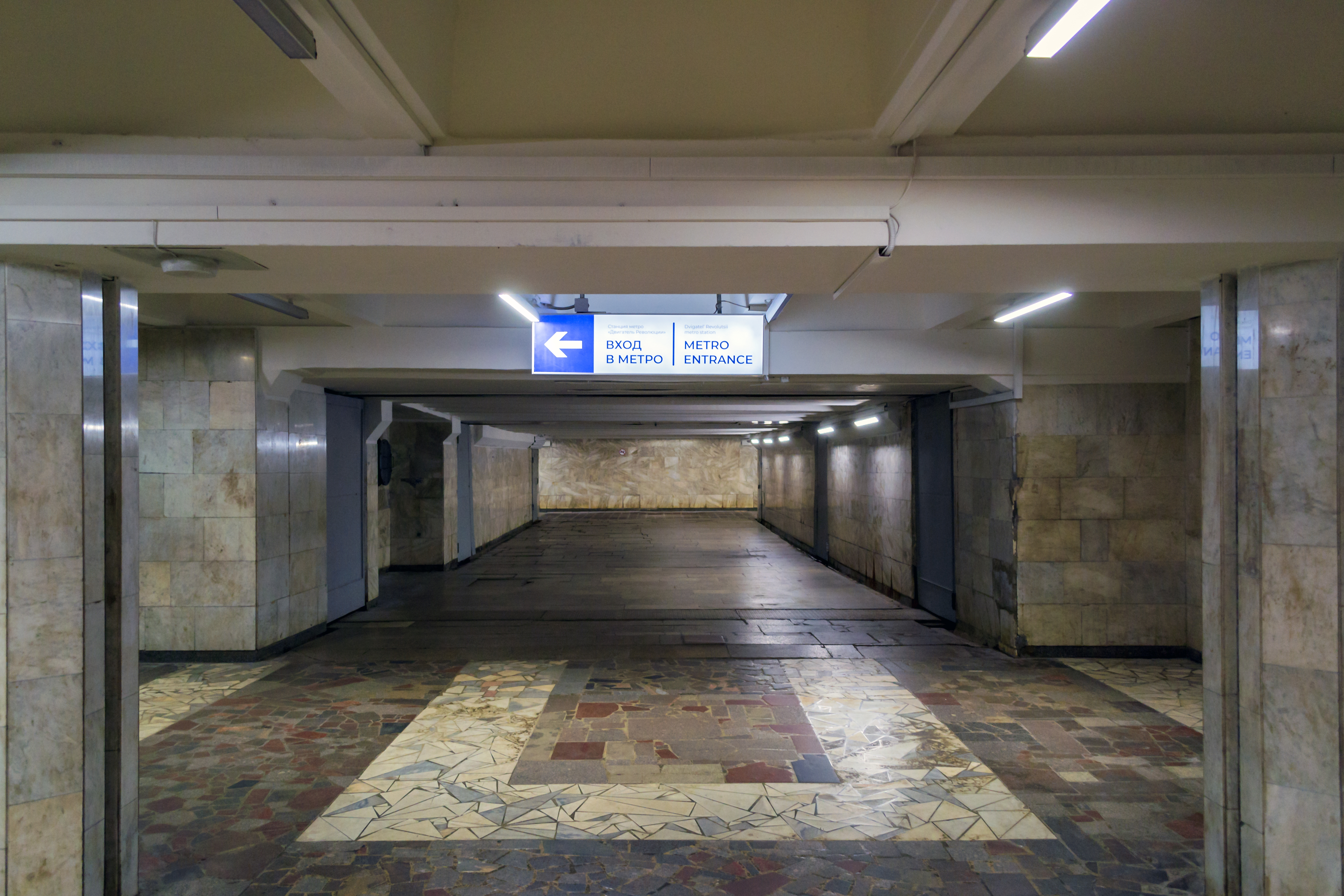
Подземный пешеходный переход и вход на станцию